# Садыков, Ильдус Харисович
Ильдус Харисович Садыков (28 ноября 1932, Вельмо, Красноярский край — 25 сентября 2001, Казань) — советский партийный и государственный деятель, председатель Совета Министров Татарской АССР (1982—1985).

## Биография
Ильдус Харисович Садыков родился 28 ноября 1932 года в посёлке Вельмо-2 (ныне — Вельмо). Окончил Казанский химико-технологический институт, инженер-механик.
- 1955—1966 гг. — механик цеха, начальник цеха, заместитель главного инженера, председатель завкома, секретарь парткома, главный инженер Казанского завода резинотехнических изделий,
- 1966—1969 гг. — первый секретарь Приволжского районного комитета КПСС г. Казани,
- 1969—1983 гг. — первый секретарь Нижнекамского городского комитета КПСС. В этот период ежегодно вводились в эксплуатацию более 160 000 м² жилья, общеобразовательные школы, детские сады и другие объекты социально-бытового и культурного назначения. Были введены в строй и открыты химико-технологический институт, политехнический и нефтехимический колледжи, медицинское и музыкальное училища, профессиональные лицеи, центры детского и технического творчества и ряд других объектов.
- 1982—1985 гг. — председатель Совета Министров Татарской АССР,
- 1985—1991 гг. — директор Всесоюзного научно-исследовательского института углеводородного сырья.

С 1991 г. — генеральный директор швейцарско-российского совместного предприятия «Волгапласт».
Избирался депутатом Верховного Совета РСФСР, депутатом Верховного Совета Татарской АССР.

## Награды и звания
Награждён орденом Октябрьской Революции, двумя орденами Трудового Красного Знамени и медалями.
Почетный гражданин города Нижнекамска.